# Pararchiconis quievreuxi
Pararchiconis quievreuxi is een insect uit de familie van de dwerggaasvliegen (Coniopterygidae), die tot de orde netvleugeligen (Neuroptera) behoort. 
De wetenschappelijke naam Pararchiconis quievreuxi is voor het eerst geldig gepubliceerd door Nel in 1991.